# Niedźwiedź (województwo lubelskie)
Niedźwiedź – wieś w Polsce położona w województwie lubelskim, w powiecie ryckim, w gminie Nowodwór. 
W latach 1975–1998 miejscowość położona była w województwie lubelskim.
Wieś jest sołectwem w gminie Nowodwór. Według Narodowego Spisu Powszechnego z roku 2011 wieś liczyła 279 mieszkańców. 
Wieś od założenia szlachecka powstała w XV wieku. Wieś szlachecka położona była w drugiej połowie XVI wieku w ziemi stężyckiej. Należała do Piotra i Andrzeja z Lenda Mniejszego 1508, następnie Stanisława Zerzyńskiego, Pawła Kurdwanowskiego, Zbigniewa, Klemensa i Dobrogosta Sobieskich w 1569. Później do Zdąskich 1648, Stanisława Sobieskiego 1657, Jana Kantego Nieprzeckiego, Jana Nepomucena syna Kantego Nieprzeckiego i Ignacego Rojewskiego. W latach 1822–1841 do Eufrozyny z Nieprzeckich, Natalii z Babickiego 1844-1848 i Franciszka Jabłońskiego 1848-1867, którego majątek jako powstańca został skonfiskowany i przeszedł na własność Skarbu Królestwa Polskiego 1867-1930. Po 1930 r. gospodarowali nim Henryk i Kazimierz Jabłońscy, co by znaczyło, że późno, ale rodzina Franciszka majątek odzyskała. (tyle zebrał i opublikował K. Kurzyp). W Słowniku Geograficznym Królestwa Polskiego i innych krajów słowiańskich t. V z 1884 r. i t. VII z 1886 r. o wsi Niedźwiedź można przeczytać: Wieś w pow. Łukowskim Gm. Łysobyki parafia Wola Gułowska. Ma 17 domów 131 mk. 234 mórg ziemi. W 1827 r. par. Drążgów 23 dm. 139 mk. Wieś ta należała do dóbr Lendo, w których były też wsie Kalinowy dół. Natalin i Zielony Kąt. Rozległość ówczesnego folwarku zwanego Lendo Wielkie wynosiła 1467 mórg, a w 1867 r. np. w Niedźwiedziu było 35 osad z 93 morgami.
Wieś zwarta, położona na wys. Od 163,5 m n.p.m. na wschodzie do 170,1 m n.p.m. na północnym zachodzie. W 1936 r. liczyła 61 zagród. W 1964 r. Niedźwiedź należał do GRN w Nowodworze i liczył 359 mk. (m. 169, k. 190). W r. 1970 już 326 mk. z których 294 utrzymywało się z rolnictwa, a wszyscy zamieszkiwali w 96 gospodarstwach rolniczych. 
W Niedźwiedziu znajduje się jeden z najciekawszych na terenie gminy Nowodwór współczesnych obiektów małej architektury sakralnej. Jest to murowana kapliczka wzniesiona ok. 1947 r. Ma formę prostopadłościanu na placu kwadratu - którego naroża wykończone są profilowanym gzymsem, poniżej którego jest sterczyna w formie kwiatonu. Całość wieńczy prosty krzyż kowalskiej roboty. W górnej części partii postumentu, z czterech stron otwarte wnęki zamknięte łukiem odcinkowym, w którym umieszczono figurkę NMP. 
W odległości ok. 2 km na południe od Niedźwiedzia we wsi Lendo Wielkie znajdują się dwa obiekty Miejsca Pamięci Narodowej poświęcone pacyfikacji wsi w dniu 5.02.1943 r. Pomniki te upamiętniają również poległych mieszkańców Niedźwiedzia w dniu 6.02.1943 r. Zginęło wówczas 3 osoby. Na tablicy inskrypcyjnej pomnika w Lendzie Wielkim umieszczono ich nazwiska. 
24.01.1996 r w północno-wschodniej części wsi, niedaleko zabudowań, miała miejsce katastrofa lotnicza samolotu I-22 Iryda (oznaczenia burtowe 0203). W wyniku zdarzenia zginęli piloci mjr pilot Tomasz Chudzik oraz kpt. pil. Jan Mieszkowski. W miejscu ich upadku znajdują się małe kapliczki upamiętniające tę katastrofę.
W Niedźwiedziu znajduje się szkoła podstawowa, przedszkole, świetlica oraz sklep spożywczo–przemysłowy.
Wierni Kościoła rzymskokatolickiego należą do parafii Nawiedzenia Najświętszej Maryi Panny w Woli Gułowskiej.